# Autoroute A 480
Die Autoroute A 480 ist eine französische Autobahn, die die West-Umfahrung von Grenoble bildet. Dabei wird die A 48 im Norden mit der A 51 im Süden verbunden. Ihre Länge beträgt heute 13,5 km. Sie wurde am 13. Januar 1968 eröffnet. Mit einem letzten Lückenschluss im Süden Grenobles wird die Gesamtlänge der Autobahn auf insgesamt 19,6 km anwachsen.